# Абу Даби (емирство)
 Тази статия е за емирството в Обединените арабски емирства.  За града вижте Абу Даби.  
Емирство Абу̀ Да̀би (на арабски: إمارة أبو ظبي‎) е съставно емирство от Обединените арабски емирства (ОАЕ). Столицата е град Абу Даби, от която идва името на емирството.
Абу Даби е най-голямото по площ и 2-рото по население емирство в страната след Дубай. Заема площ от 67 340 km², което прави около 94% от територията на ОАЕ. Населението му е около 2 780 000 души (2015). По суша се простира на юг до оазиса Лиуа, където са едни от най-големите пясъчни дюни, а на изток – до древния оазис Айн.
Дългата му брегова линия – плитководният Южен залив, простиращ се от основата на Катарския полуостров на запад до границата с емирство Дубай на североизток, е място, където преди е било силно развит ловът на бисери. Когато тази индустрия запада, откриването на петрола в Южния залив съживява икономиката на Абу Даби. През 1962 г. Абу Даби става първият емират, който изнася нефт от находището Ум Шаифч.
Важни събития в началото на 1970-те години ускоряват икономическото развитие на емирството. Получаването на независимост и създаването на федерацията ОАЕ през 1971 г. дават по-висок статут на емирството. Поредицата от нефтени кризи през 1971 – 1974 г. води до няколкократно увеличение на цените и приходите от износ на нефт, като помага на държавните финанси. Разполагайки с огромни средства, емирството се старае да излезе от сянката на традиционния нефтен бизнес и да се развие в други сферата на икономиката.
Емирствата Абу Даби и Дубай и имат специален статут в рамките на ОАЕ, като само те имат право на вето по ключови въпроси. Емир на Абу Даби е Халифа ибн Зайед ал-Нахаян, който същевременно е и президент на ОАЕ от 3 ноември 2004 година.